# I sjunde himlen (1927)
I sjunde himlen (originaltitel: 7th Heaven eller Seventh Heaven) är en amerikansk romantisk dramafilm från 1927 i regi av Frank Borzage. I huvudrollerna ses Janet Gaynor och Charles Farrell. Filmen är baserad på Austin Strongs pjäs Seventh Heaven från 1922.

## Handling
Filmen utspelar sig i Paris under 1910-talet. Gatustädaren Chico räddar en dag livet på prostituerade Diane. Trots sin livsstil är hon oskuldsfull och hederlig, och med tiden blir de förälskade i varandra. Lyckan rasar dock ihop när Första världskriget utbryter.

## Rollista
- Janet Gaynor – Diane
- Charles Farrell – Chico
- Ben Bard – Col. Brissac
- Albert Gran – Boul
- David Butler – Gobin
- Marie Mosquini – Madame Gobin
- Gladys Brockwell – Nana
- Emile Chautard – Father Chevillon
- Jessie Haslett – Aunt Valentine
- Brandon Hurst – Uncle George
- George E. Stone – Sewer Rat
- Lillian West – Arlette

## Utmärkelser
Vid den allra första Oscarsgalan 1929 belönades filmen med tre Oscars: Bästa regi (drama), Bästa kvinnliga huvudroll och Bästa manus efter förlaga. Den var även nominerad för Bästa film och Bästa scenografi.